# Corambe
Corambe Bergh, 1869 è un genere di molluschi nudibranchi della famiglia Corambidae.

## Tassonomia
Il genere comprende le seguenti specie:
- Corambe burchi (Er. Marcus & Ev. Marcus, 1967)
- Corambe carambola (Er. Marcus, 1955)
- Corambe evelinae Er. Marcus, 1958
- Corambe lucea Er. Marcus, 1959
- Corambe mancorensis Martynov, Brenzinger, Hooker & Schrödl, 2011
- Corambe obscura (A.E. Verrill, 1870)
- Corambe osculabundus Ortea & Caballer, 2018
- Corambe pacifica MacFarland & O'Donoghue, 1929
- Corambe steinbergae (Lance, 1962)
- Corambe testudinaria H. Fischer, 1889

### Sinonimi
- Corambe batava Kerbert, 1886 = Corambe obscura
- Corambe sargassicola Bergh, 1871 = Corambe obscura
- Corambe thompsoni Millen & Nybakken, 1991 = Loy thompsoni